# Jacob Tonson
Jacob Tonson (1655–1736) foi um livreiro e editor inglês do século XVI.
Tonson publicou edições de John Dryden e John Milton, e é mais conhecido por ter obtido o direito autoral de uma peça de William Shakespeare comprando as regras do herdeiro do editor do quarto folio depois do Estatuto da Rainha Ana começar a funcionar. Ele também foi o fundador do famoso Kit-Cat Club. Seu sobrinho Jacob Tonson, o jovem (1682–1735) foi seu parceiro de negócios. O negócio continuou com o filho de Jacob Tonson (1714–1767).